# Анке Мерінґ
Анке Мерінґ (нім. Anke Möhring, 28 серпня 1969) — німецька плавчиня.
Призерка Олімпійських Ігор 1988 року.
Чемпіонка Європи з водних видів спорту 1987, 1989 років, призерка 1985 року.